# Czapliniec (Police)
Czapliniec (do 1945 niem. Enge Oderkrug) – część miasta Police, położona nad Domiążą w Policach na wyspie Polickie Łąki.

## Historia
Wieś (osada) o przypuszczalnie późnośredniowiecznym rodowodzie; istniała tu karczma, a mieszkańcy trudnili się rybołówstwem i hodowlą bydła. W 1312 r. książę Otto I nadał wieś Szczecinowi. Od 1887 powstał w osadzie piec do wypalania wapna.  W 1939 r. osada liczyła 13 mieszkańców. W latach 1939–45 Czapliniec był częścią Wielkiego Miasta Szczecin. 
W czasie II wojny światowej osada ucierpiała. Została zajęta w kwietniu 1945 r. przez wojska radzieckie (2 Front Białoruski - 2 Armia Uderzeniowa), a została oddana pod administrację polską we wrześniu 1946 r., po likwidacji tzw. Enklawy Polickiej. Po wojnie nieremontowane obiekty popadły w ruinę, ostatecznie rozebrano je.
Nazwę Czapliniec wprowadzono urzędowo w 1947 roku.